# 屋形島
屋形島（やかたじま）は、大分県佐伯市蒲江町の蒲江港から約2km南の湾口に位置する島である。

## 概要
面積1.20km2、周囲3.0km、人口19人（2010年国勢調査）である。全域が日豊海岸国定公園に指定されている。
中央に標高198.7mの龍王山があり、防風のための石垣が特徴的な集落が島の西側と北側に海岸沿いに形成されている。南方約7kmにある深島との間にはサンゴ礁が発達しており、島の東岸が海中公園地区に指定されるなど、ダイビングのスポットとなっている。海岸にはハマユウの群落が見られる。
ホタテと同様に主として貝柱を食用にする緋扇貝（ヒオウギガイ）の養殖が盛んで、赤、橙、黄、紫等の鮮やかな色の貝殻を作った工芸品や装飾品も作られている。
毎年10月の最初の巳の日に行われる伊勢神社の祭では、屋形島伊勢神楽が奉納される。
小中学校はなく、定期船で本土の学校に通学する。

## 交通

### 定期航路
- 蒲江港 - 屋形島 - 深島

定期船「えばあぐりいん」が就航している。所要時間は約10分で、1日4往復が運航されている（夏季の土日祝日は増便あり）。1980年開設。蒲江交通により運航されていたが、その撤退を受け2022年10月1日から佐伯市が運航している。